# الإسفنجة العجانية

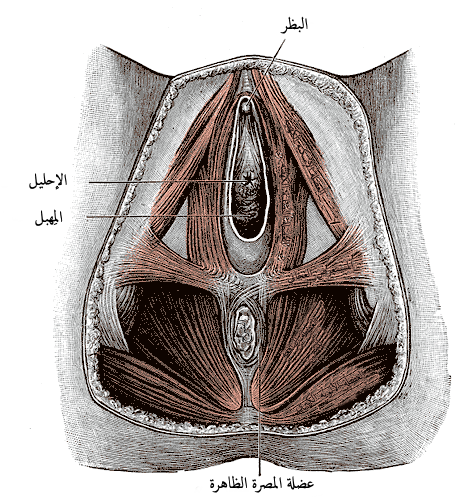

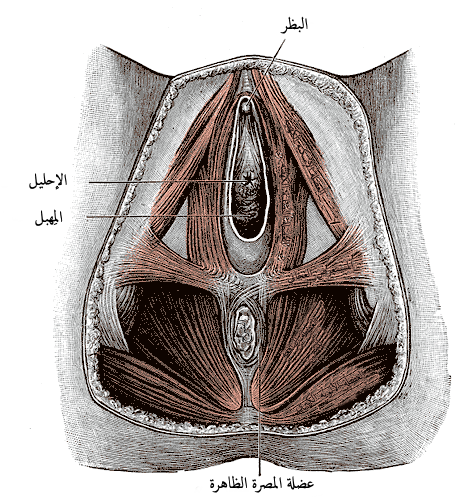

الإسفنجة العجانية (بالإنجليزية: Perineal sponge)‏ هي عبارة عن إسفنجة أو وسادة من الأنسجة الحيوية والأوعية الدموية الموجودة في الطبقة السفلى من المنطقة التناسلية للنساء. تقع هذه الإسفنجة بين فتحة المهبل والمستقيم وتقترب قليلا من العجان.

## الوظيفة
تتكون الإسفنجة العجانية من أنسجة الانتصاب، أثناء الاستثارة يتدفق الدم بشكل كبير فيضغط على الثلث الخارجي من المهبل جنبا إلى جنب مع بصلة الدهليز والإسفنجة الإحليلية مما يولد رعشة ولذة أكبر وأمتع.

## التحفيز الجنسي
تُعتبر الإسفنجة العجانية منطقة مثيرة للشهوة الجنسية بسبب كمية النهايات العصبية التي تتوفر عليها وبالتالي يُمكن أن تحفز هذه المنطقة من خلال الجدار الخلفي للمهبل كما يُمكن أن تُحفزَ من أعلى جدار المستقيم.